# Sumak
Sumak (Rhus) er en slægt med 35 arter, der er udbredt i Sydeuropa, Østasien og Nordamerika. De fleste er løvfældende eller stedsegrønne buske. Sjældnere er der tale om lianer eller små træer. De fleste arter har mælkesaft. De har tykke skud og rødder. Bladene er spredtstillede og uligefinnede. Blomsterne er ofte særbo, men mange har normale, tvekønnede blomster. De enkelte blomster er små og 5-tallige og sidder samlet i endestillede stande. Frugterne er stenfrugter med frø, som mangler frøhvide (oplagsnæring).

## Anvendelser
Frugterne af garvesumak og visse andre sumak-arter males og bruges som krydderi. Bladene af Garvesumak indeholder tannin (garvesyre) og har været brugt til garvning. Sumak har også været brugt til farvning og som lægeplante.
Nogle sumak-arter er giftige og kan give udslæt ved berøring. Bedst kendt er giftsumak, der dog nu ikke længere regnes til Sumak-slægten.
| Beskrevne arter |

- Duftsumak (Rhus aromatica)
- Garvesumak (Rhus coriaria)
- Hjortetaktræ (Rhus typhina)

| Andre arter |

| - Rhus chinensis - Rhus copallinum - Rhus excisa - Rhus glabra - Rhus glauca - Rhus integrifolia - Rhus kearneyi - Rhus lanceolata - Rhus michauxii | - Rhus microphylla - Rhus ovata - Rhus potaninii - Rhus punjabensis - Rhus schiedeana - Rhus taitensis - Rhus trichocarpa - Rhus trilobata - Rhus virens |

| Botanik | Spire Denne botanikartikel er en spire som bør udbygges. Du er velkommen til at hjælpe Wikipedia ved at udvide den. |